# Малая Чеб
Малая Чеб (устар. Малая Чеб-Ю) — река в России, течёт по территории Удорского района Республики Коми. Левый приток реки Пысса.
Длина реки составляет 13 км.
Впадает в Пыссу на высоте 145 м над уровнем моря.

## Данные водного реестра
По данным государственного водного реестра России относится к Двинско-Печорскому бассейновому округу, водохозяйственный участок реки — Мезень от истока до водомерного поста у деревни Малонисогорская. Речной бассейн реки — Мезень.
Код объекта в государственном водном реестре — 03030000112103000044404.